# 시즈오카현
시즈오카현(일본어: 静岡県)은 일본 혼슈 중앙부의 태평양 연안에 있는 현이다. 현청 소재지는 시즈오카시이다.

## 경제
일본 녹차의 50% 이상을 생산하는 녹차 산지이며, 오차노사토라는 녹차 박물관이 있다. 도쿠가와 이에야스가 오랫동안 기거했던 하마마쓰성과 닛코로 옮기기 전까지 그의 무덤이었던 구능산 동조궁 등이 유명한 관광 명소이다.
스소노시에 토요타 자동차의 생산공장이 있었으며 토요타 센추리를 생산하는 수공 공장이었으나 2020년 말에 폐쇄됐다.

## 역사
시즈오카현은 예전에 도토미국, 스루가국, 이즈국으로 나뉘어 있었고, 도쿠가와 이에야스의 본거지였다. 도쿠가와 이에야스는 간토 지방의 호조씨를 정복할 때까지 이곳을 차지하고 있었다. 쇼군이 된 후에 이에야스는 그의 가족들로부터 땅을 넘겨받아 현대의 시즈오카시 주변 지역을 막부의 직할령으로 두었다. 1868년에 시즈오카번이 만들어졌고 이곳은 한동안 다시 도쿠가와 씨의 거주지가 되었다.

## 지리
시즈오카현은 태평양의 스루가만을 따라 늘어서있는 지방이다. 서쪽은 일본 알프스 깊숙이까지 뻗어있고 동쪽은 북쪽의 후지산과 남쪽의 인기있는 휴양지인 이즈반도까지 미친다.

## 지역

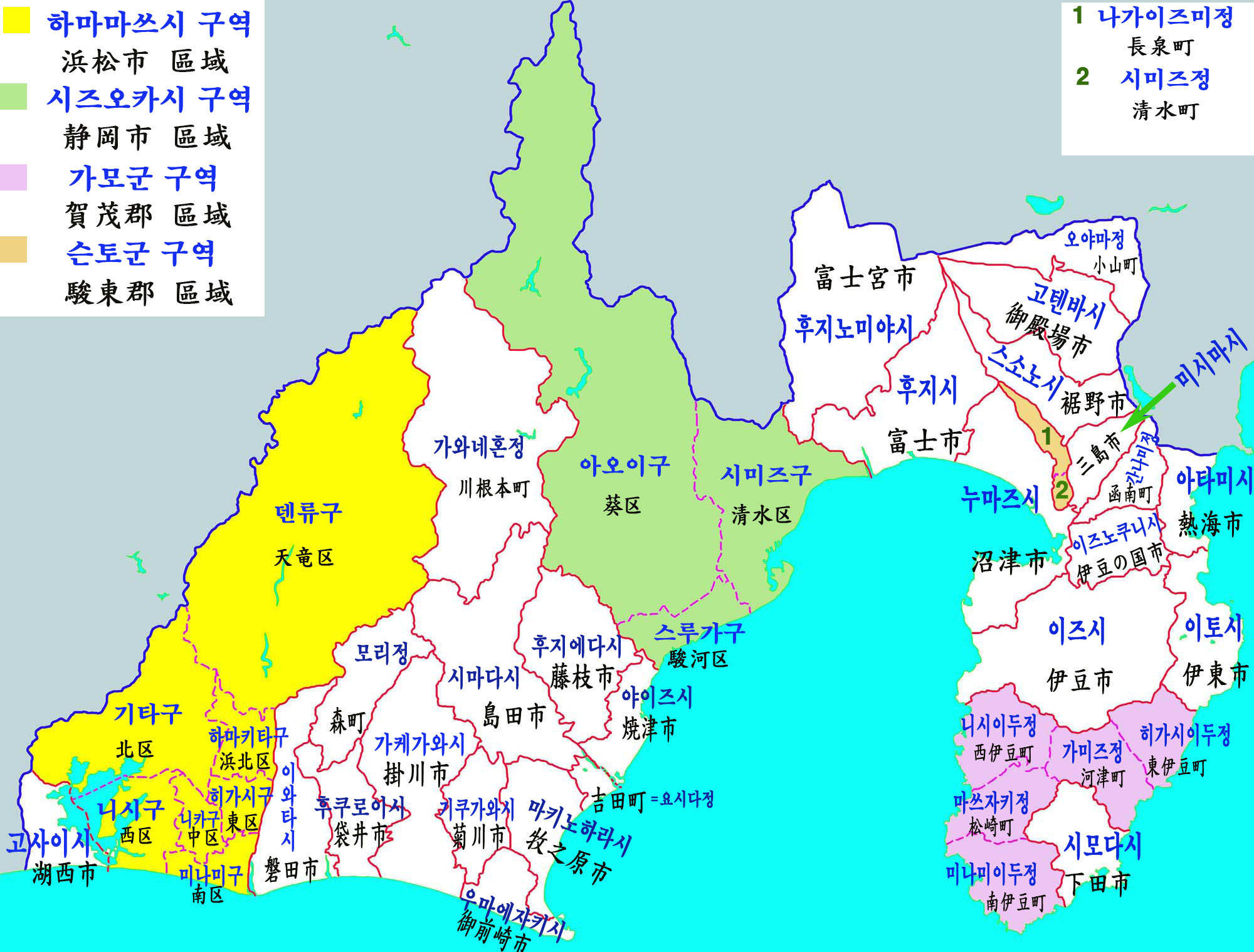
시즈오카현 지도

| - 누마즈시(沼津市) - 아타미시(熱海市) - 미시마시(三島市) - 후지노미야시(富士宮市) - 이토시(伊東市) - 후지시(富士市) - 고텐바시(御殿場市) - 시모다시(下田市) - 스소노시(裾野市) - 이즈시(伊豆市) - 이즈노쿠니시(伊豆の国市) - 가모군(賀茂郡) - 히가시이즈정(東伊豆町) - 가와즈정(河津町) - 미나미이즈정(南伊豆町) - 마쓰자키정(松崎町) - 니시이즈정(西伊豆町) - 다가타군(田方郡) - 간나미정(函南町) - 슨토군(駿東郡) - 시미즈정(清水町) - 나가이즈미정(長泉町) - 오야마정(小山町) - 시즈오카시(静岡市) - 아오이구(葵区) - 스루가구(駿河区) - 시미즈구(清水区) - 시마다시(島田市) - 야이즈시(焼津市) - 후지에다시(藤枝市) - 마키노하라시(牧之原市) - 하이바라군(榛原郡) - 요시다정(吉田町) - 가와네혼정(川根本町) | - 하마마쓰시(浜松市) - 주오구(中央区) - 하마나구(浜名区) - 덴류구(天竜区) - 이와타시(磐田市) - 가케가와시(掛川市) - 후쿠로이시(袋井市) - 고사이시(湖西市) - 오마에자키시(御前崎市) - 기쿠가와시(菊川市) - 슈치군(周智郡) - 모리정(森町) |

## 인구
|                                                | |
| 시즈오카현의 전국의 연령별 인구 분포（2005년） | 시즈오카현의 연령·남녀별 인구 분포（2005년）                                                                           |
| ■자주색 ― 시즈오카현 ■녹색 ― 일본전국          | ■파랑색 ― 남자 ■빨간색 ― 여자                                                                                          |
| · 시즈오카현의 인구추이                        | |
| 일본 총무성 통계국 국세조사 결과               | |
|                                                | 기술적 문제로 인해 그래프를 일시적으로 사용할 수 없습니다. 파브리케이터와 미디어위키 위키에 더 자세한 정보가 있습니다. |

## 교통
2009년 6월 4일에 시즈오카 공항이 개항했으며, 인천에서 매일 에어서울이 운항하고 있다.

### 철도
- 도카이 여객철도
  - 도카이도 신칸센, 도카이도 본선, 이토선, 고텐바선, 미노부선, 이다선
- 이즈 급행
  - 이즈 급행선
- 이즈하코네 철도
  - 줏코쿠토게 케이블카, 슨즈선
- 가쿠난 철도
  - 가쿠난 철도선
- 오이가와 철도
  - 오이가와 본선, 이카와선
- 덴류하마나코 철도
  - 덴류하마나코선
- 엔슈 철도
  - 엔슈 철도선

### 도로
- 고속도로
  - 도메이 고속도로
  - 신도메이 고속도로
  - 주부-오단 자동차도(일본어판)
- 국도
  - 국도 제1호선
  - 국도 제52호선
  - 국도 제135호선 (일본)(일본어판)
  - 국도 제136호선 (일본)(일본어판)
  - 국도 제139호선
  - 국도 제152호선
  - 국도 제246호선

### 공항
- 시즈오카 공항

## 스포츠
J리그의 미우라 가즈요시, 오노 신지, 다카하라 나오히로 등의 많은 스타급 축구 선수들을 배출한 지역으로 유명하며
일본에서 축구의 인기가 특히 높은 지역이다. 시즈오카현을 연고지로 하는 스포츠 구단은 다음과 같다.

### 축구
- 시미즈 에스펄스 (시즈오카시 시미즈구)
- 주빌로 이와타 (이와타시)
- 혼다 FC (하마마쓰시)

## 미디어
애니메이션 《마루코는 아홉살》의 무대이기도 하다. 또한 짱구는 못말려 극장판: 태풍을 부르는 영광의 불고기 로드에서의 두목의 아지트인 아타미시를 무대로 삼았다. 러브 라이브! 선샤인!! 이즈반도의 무대이기도 하다.